# Benz (powiat Vorpommern-Greifswald)
Benz (pol. Benice) – gmina w Niemczech w kraju związkowym Meklemburgia-Pomorze Przednie, w powiecie Vorpommern-Greifswald, wchodzi w skład Związku Gmin Usedom-Süd.
Przez teren gminy przebiega droga krajowa B111.